# 台湾団結連盟
台聯党(たいれんとう)（繁: 台聯黨）は、中華民国（台湾）の政党。台湾での略称は台聯であり、2025年5月に2001年の設立時から約24年間に渡り使用してきた台湾団結連盟の正式名称を台聯党へと改めた。2001年に中国国民党を離党した台湾本土派の立法委員（国会議員）が中心となって結成され、李登輝元総統を精神的指導者として仰いでいる。第5代主席は周倪安である。また、台湾独立を目指す泛緑連盟に所属している。

## 概要
初代主席となった黄主文は、李登輝政権時代の内政部長（内相）。「台湾優先」を原則に、政局の安定、経済の振興、民主の強化、台湾の壮大化を掲げる。中国と台湾の関係を「中台併存」、李登輝の「国と国との関係」と認識する。また独立か統一かという台湾の将来については、結党から2006年までは台湾人の民主的な投票によって決定するとし、民主進歩党とは友党関係にあった。
結党直後に行われた2001年12月の立法委員選挙で13議席を獲得し、議会第四党となる。第一次陳水扁政権では閣外協力の形で（ただし政策協定などはないため、連立与党とはいえない）、民進党の陳水扁政権を強力にバックアップすることになった。当初は台聯が国民党の支持基盤を切り崩す役割を担い民進党との共存が図られていたが、2004年12月の立法委員選挙において議席の増加を果たせず、むしろ与党・民進党と票を奪い合うライバル関係に変化した。また、台湾アイデンティティの追求をめぐる意見対立、あるいは選挙時には集票のため、対立関係は激化していった。
2006年12月の高雄市長選挙で同党候補が不振だったことと、民進党と国民党が統一か独立かの議論に明け暮れ、経済政策など生活に直結する問題がないがしろにされていたことを理由に、李登輝が「中道左派路線」への転換を主張し第三勢力の結集を図った。しかしこの後党勢は伸び悩み、2007年10月になって突然有力な立法委員2人を「民進党寄り」として除名したが、この除名決定は中央執行委員25人のうち10人あまりと定足数に満たないまま黄昆輝主席の独断で決定されたことから、党内は動揺。「中道左派」路線を打ち出して以降、党本部に反陳水扁派や統一派が出入りして政策決定に影響を与えている事実も党関係者から暴露され、離党する立法委員が続出した。
2008年の立法委員選挙では民進党と国民党の2大政党の争いに埋没し、小選挙区、比例代表いずれでも議席を失うという壊滅的な敗北を喫した。2012年の立法委員選挙では蔡英文民進党と共闘し、比例代表で全投票の9%に迫る約118万票を集め、議席阻止条項（得票率5%以上）を満たして3議席を獲得し、同党初の議会第三党への躍進を果たした。2016年の立法委員選挙では基進側翼と共闘したが、比例代表で政党助成金が交付される得票率3.5%にも届かず、再び全ての議席を失った。2020年、2024年の立法委員選挙では何れも当選者を出すことは出来ず、劉一徳首席は引責辞任を表明し、第五第首席には同党選出の元立法委員、周倪安が就任した。現在は各地方議会でのみ議員を保持している。台聯党は現在、高雄市、台南市、雲林県、宜蘭県、屏東県、澎湖県に地方党部(地方支部)を有している。

## 政策
尖閣諸島については、日本の領土であると表明している。

## 歴代主席
- 黄主文（英語版、中国語版）（2001年 - 2004年）
- 蘇進強（2005年 - 2007年）
- 黄昆輝（2007年 - 2016年）
- 劉一徳（英語版、中国語版）（2016年 - 2024）
- 周倪安（中国語版）（2024-）